# Коноплёва, Римма Фёдоровна
Римма Фёдоровна Коноплёва (14 июля, 1928, Вичуга, Ивановская область — 2018 ) педагог, учитель географии. Заслуженный учитель школы РСФСР. Заслуженный учитель Башкирской АССР. Отличник образования Башкирской АССР.

## Биография
Родилась 14 июля 1928 года в городе Вичуга Ивановской области. Детство, школьные годы Риммы Фёдоровны выпали на военные годы. После окончания 8 классов поступила в педучилище и окончила его с отличием.
В 1946 году она поступила на географический факультет Ивановского государственного педагогического института. Ещё в студенческие годы Римма Фёдоровна увлекалась геологией, изучением карста.

После окончания института была направлена на работу в Белорецкий район Башкирской АССР, преподавала в школах сел Тукан и Инзер. Белорецкий район-самый большой по территории район Башкортостана, большую часть которого занимают горы и леса. Возможно, не только необходимость отработать после института три положенных года по распределению задержала Римму Фёдоровну здесь, удивительная красота гор, окружающей природы заворожила Римму Фёдоровну. Ведь не случайно в Белорецком районе кинематографисты любят снимать фильмы («Вечный зов», «Золотая речка»,"Пропавшая экспедиция", «Сестренка» и др.).
В 1951 году Римма Фёдоровна вышла замуж и переехала в город Белорецк, работала учителем географии в школах № 10 и № 17. Затем была назначена инспектором гороно, 11 лет возглавляла Белорецкий городской отдел народного образования.
После выхода на пенсию вернулась в школу преподавателем географии, много лет вела кружок юных геологов, по личной инициативе изучала карст. В самом большом районе Республики Башкоростан—Белорецком почти не осталось места, где не побывала Римма Федоровна со своими учениками.
Будучи руководителем городского отдела народного образования, Римма Федоровна в конце 60- х годов поддержала идею организации в городе историко-краеведческого музея. Входила в Совет музея, участвовала в создании экспозиции, передала в музейный фонд собранную ею коллекцию образцов горных пород. Заметки о своих походах и геологических находках Римма Фёдоровна часто публиковала на страницах местных газет.
Р. Ф. Коноплёва внесла большой вклад в развитие образования в городе Белорецк, её многолетний, добросовестный труд отмечен почётными званиями Заслуженный учитель школы РСФСР, Заслуженный учитель Башкирской АССР, отличник образования Башкирской АССР.

## Почётные звания и награды
- Заслуженный учитель школы РСФСР (1978)
- Заслуженный учитель школы Башкирской АССР (1971)
- Отличник образования Башкирской АССР
- Ветеран труда Российской Федерации